# Mallika Sherawat

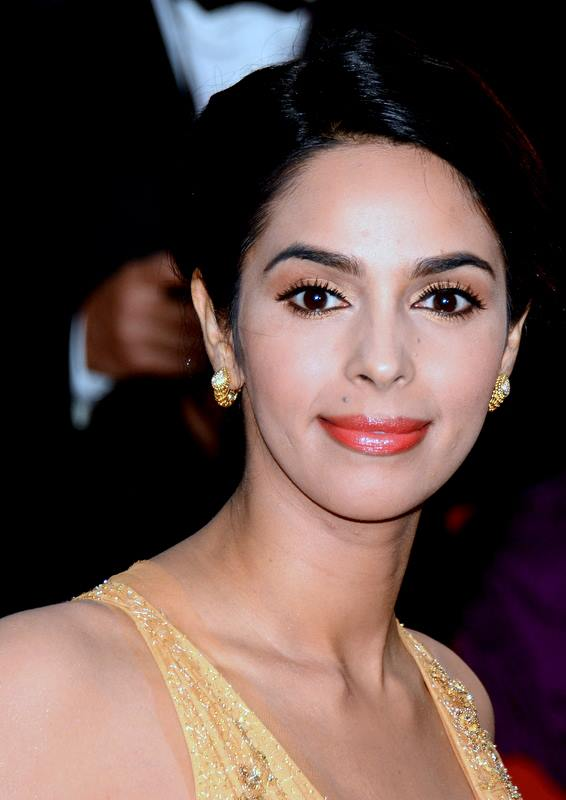
Mallika Sherawat (2013)

Mallika Sherawat (hindsky मल्लिका शेरावत * 24. října 1976, Rohtak, Harijána jako Reema Lambha) je indická herečka a bývalá modelka.
Známou se stala pro své odvážné scény ve filmech Khwahish (2003) a Murder (2004), díky kterým často vystupovala v mediích jako sexuální symbol. Později se objevila v úspěšné romantické komedii Pyaar Ke Side Effects (2006) a ve filmech jako Aap Ka Suroor - The Real Love Story nebo Welcome (oba 2007). Jejím největším komerčním úspěchem byl film Double Dhamaal (2011).
Jako jedna z mála hvězd Bollywoodu se snažila dostat i do Hollywoodu s filmy jako Hisss (2010) a Politics Of Love (2011).

## Filmografie (výběr)
- 2002: Jeena Sirf Merre Liye
- 2003: Khwahish
- 2004: Kis Kis Ki Kismat
- 2004: Murder
- 2005: Bachke Rehna Re Baba
- 2005: The Myth
- 2006: Pyaar Ke Side Effects
- 2006: Shaadi Se Pehle
- 2006: Darna Zaroori Hai
- 2007: Guru
- 2007: Aap Kaa Surroor: The Moviee - The Real Luv Story
- 2007: Preeti Yeke Bhoomi melide
- 2007: Welcome
- 2008: Dasavathaaram
- 2008: Ugly Aur Pagli
- 2008: Maan Gaye Mughal-e-Azam
- 2010: Hisss
- 2011: Thank You
- 2011: Bin Bulaye Baraati
- 2011: Double Dhamaal
- 2011: Politics of Love
- 2011: Osthe
- 2012: Tezz